# Lynbrook (Nueva York)
Lynbrook es una villa ubicada en el condado de Nassau en el estado estadounidense de Nueva York. En el año 2000 tenía una población de 19.11 habitantes y una densidad poblacional de 3.845,9 personas por km². Lynbrook se encuentra dentro del pueblo de Hempstead.

## Geografía
Según la Oficina del Censo, la ciudad tiene un área total de 5,2 km² (2 mi²), de la cual 5,2 km² (2 mi²) es tierra y 0 km² (0 mi²) (0%) es agua.

## Demografía
Según la Oficina del Censo en 2000 los ingresos medios por hogar en la localidad eran de $62,373, y los ingresos medios por familia eran $75,023. Los hombres tenían unos ingresos medios de $50,795 frente a los $36,545 para las mujeres. La renta per cápita para la localidad era de $27,211. Alrededor del 4.2% de la población estaban por debajo del umbral de pobreza.